# Copa Paulista de Futebol 2019
In 2019 werd de twintigste editie van de Copa Paulista de Futebol gespeeld voor voetbalclubs uit de Braziliaanse staat São Paulo, die niet aantraden in de nationale competities. De competitie werd georganiseerd door de FPF en werd gespeeld van 23 juni tot 16 november. São Caetano werd de winnaar.
De winnaar kreeg het recht te kiezen om in 2020 deel te nemen aan de Copa do Brasil of de Série D, de vicekampioen nam dan aan de andere competitie deel. 

## Format
Er namen 24 teams deel. Vijf clubs uit de Série A1, twaalf uit de Série A2 en zeven uit de Série A3. Indien een club verzaakte om deel te nemen nam de volgende club in de rangschikking deel. In de eerste fase werden de clubs verdeeld over vier groepen, waarvan de top vier zich plaatste voor de tweede fase. In de tweede fase werden de zestien clubs verdeeld over vier groepen van vier, waarvan de eerste twee zich telkens plaatsen voor de derde fase. In deze fase werden de clubs opnieuw in twee groepen van vier verdeeld waarvan de top twee zich voor de vierde fase plaatste. Deze fase werd in bekervorm gespeeld met heen- en terugwedstrijden.

## Eerste fase

### Groep 1
| Plaats | Clu             | Wed. | W | G | V | Saldo | Ptn. |
| ------ | --------------- | ---- | - | - | - | ----- | ---- |
| 1.     | Ferroviária     | 10   | 8 | 1 | 1 | 16:6  | 25   |
| 2.     | Comercial       | 10   | 7 | 2 | 1 | 12:4  | 23   |
| 3.     | Linense         | 10   | 2 | 6 | 2 | 8:6   | 12   |
| 4.     | Mirassol        | 10   | 2 | 5 | 3 | 13:5  | 11   |
| 5.     | Votuporanguense | 10   | 1 | 4 | 5 | 9:13  | 7    |
| 6.     | Batatais        | 10   | 0 | 2 | 8 | 4:28  | 2    |

|  | Geplaatst voor tweede fase |

### Groep 2
| Plaats | Clu              | Wed. | W | G | V | Saldo | Ptn. |
| ------ | ---------------- | ---- | - | - | - | ----- | ---- |
| 1.     | XV de Piracicaba | 10   | 6 | 3 | 1 | 15:9  | 21   |
| 2.     | Rio Claro        | 10   | 4 | 3 | 3 | 9:8   | 15   |
| 3.     | Inter de Limeira | 10   | 3 | 5 | 2 | 10:10 | 14   |
| 4.     | Atibaia          | 10   | 3 | 3 | 4 | 9:9   | 12   |
| 5.     | Velo Clube       | 10   | 2 | 5 | 3 | 7:8   | 11   |
| 6.     | Noroeste         | 10   | 2 | 1 | 7 | 10:16 | 7    |

|  | Geplaatst voor tweede fase |

### Groep 3
| Plaats | Clu               | Wed. | W | G | V | Saldo | Ptn. |
| ------ | ----------------- | ---- | - | - | - | ----- | ---- |
| 1.     | Juventus          | 10   | 6 | 0 | 4 | 10:8  | 18   |
| 2.     | Taubaté           | 10   | 5 | 3 | 2 | 7:4   | 18   |
| 3.     | Nacional          | 10   | 3 | 4 | 3 | 9:10  | 13   |
| 4.     | Desportivo Brasil | 10   | 3 | 3 | 4 | 10:9  | 12   |
| 5.     | Corinthians B     | 10   | 3 | 2 | 5 | 8:10  | 11   |
| 6.     | Portuguesa        | 10   | 3 | 2 | 5 | 8:11  | 11   |

|  | Geplaatst voor tweede fase |

### Groep 4
| Plaats | Clu                  | Wed. | W | G | V | Saldo | Ptn. |
| ------ | -------------------- | ---- | - | - | - | ----- | ---- |
| 1.     | São Caetano          | 10   | 6 | 2 | 2 | 15:6  | 20   |
| 2.     | Água Santa           | 10   | 5 | 3 | 2 | 10:6  | 18   |
| 3.     | Esporte São Bernardo | 10   | 5 | 2 | 3 | 14:6  | 17   |
| 4.     | Santo André          | 10   | 3 | 3 | 4 | 7:10  | 12   |
| 5.     | Ponte Preta B        | 10   | 3 | 1 | 6 | 7:13  | 10   |
| 6.     | Grêmio Osasco        | 10   | 2 | 1 | 7 | 5:17  | 7    |

|  | Geplaatst voor tweede fase |

## Tweede fase

### Groep 5
| Plaats | Clu                  | Wed. | W | G | V | Saldo | Ptn. |
| ------ | -------------------- | ---- | - | - | - | ----- | ---- |
| 1.     | Esporte São Bernardo | 6    | 3 | 2 | 1 | 5:2   | 11   |
| 2.     | Ferroviária          | 6    | 3 | 2 | 1 | 7:5   | 11   |
| 3.     | Atibaia              | 6    | 1 | 2 | 3 | 4:5   | 5    |
| 4.     | Taubaté              | 6    | 1 | 2 | 3 | 4:8   | 5    |

|  | Geplaatst voor derde fase |

### Groep 6
| Plaats | Clu              | Wed. | W | G | V | Saldo | Ptn. |
| ------ | ---------------- | ---- | - | - | - | ----- | ---- |
| 1.     | Mirassol         | 6    | 6 | 0 | 0 | 14:5  | 18   |
| 2.     | XV de Piracicaba | 6    | 3 | 1 | 2 | 11:7  | 10   |
| 3.     | Água Santa       | 6    | 1 | 2 | 3 | 8:9   | 5    |
| 4.     | Nacional         | 6    | 0 | 1 | 5 | 4:16  | 1    |

|  | Geplaatst voor derde fase |

### Groep 7
| Plaats | Clu              | Wed. | W | G | V | Saldo | Ptn. |
| ------ | ---------------- | ---- | - | - | - | ----- | ---- |
| 1.     | Comercial        | 6    | 3 | 2 | 1 | 6:4   | 11   |
| 2.     | Santo André      | 6    | 2 | 2 | 2 | 4:3   | 8    |
| 3.     | Juventus         | 6    | 2 | 2 | 2 | 3:3   | 8    |
| 4.     | Inter de Limeira | 6    | 2 | 0 | 4 | 5:8   | 6    |

|  | Geplaatst voor derde fase |

### Groep 8
| Plaats | Clu               | Wed. | W | G | V | Saldo | Ptn. |
| ------ | ----------------- | ---- | - | - | - | ----- | ---- |
| 1.     | São Caetano       | 6    | 3 | 3 | 0 | 6:2   | 12   |
| 2.     | Linense           | 6    | 1 | 4 | 1 | 5:5   | 7    |
| 3.     | Rio Claro         | 6    | 1 | 3 | 2 | 4:6   | 6    |
| 4.     | Desportivo Brasil | 6    | 1 | 2 | 3 | 5:7   | 5    |

|  | Geplaatst voor derde fase |

## Derde fase

### Groep 9
| Plaats | Clu                  | Wed. | W | G | V | Saldo | Ptn. |
| ------ | -------------------- | ---- | - | - | - | ----- | ---- |
| 1.     | Esporte São Bernardo | 6    | 3 | 2 | 1 | 12:7  | 11   |
| 2.     | XV de Piracicaba     | 6    | 3 | 2 | 1 | 9:5   | 11   |
| 3.     | Comercial            | 6    | 2 | 2 | 2 | 4:6   | 8    |
| 4.     | Linense              | 6    | 1 | 0 | 5 | 8:15  | 3    |

|  | Geplaatst voor vierde fase |

### Groep 6
| Plaats | Clu         | Wed. | W | G | V | Saldo | Ptn. |
| ------ | ----------- | ---- | - | - | - | ----- | ---- |
| 1.     | São Caetano | 6    | 4 | 1 | 1 | 9:4   | 13   |
| 2.     | Mirassol    | 6    | 3 | 2 | 1 | 8:6   | 11   |
| 3.     | Ferroviária | 6    | 2 | 1 | 3 | 7:7   | 7    |
| 4.     | Santo André | 6    | 1 | 0 | 5 | 4:11  | 3    |

|  | Geplaatst voor vierde fase |

## Vierde fase
In geval van gelijkspel werden er strafschoppen genomen, tussen haakjes weergegeven.
|  | halve finale         | halve finale | halve finale | halve finale |  |                  | finale | finale | finale | finale |
|  |                      |              |              |              |  |                  |        |        |        |        |
|  |                      |              |              |              |  |                  |        |        |        |        |
|  | Mirassol             | 2            | 0            | 2            |  |                  |        |        |        |        |
|  | XV de Piracicaba     | 2            | 1            | 3            |  |                  |        |        |        |        |
|  |                      |              |              |              |  | XV de Piracicaba | 2      | 1      | 3      |        |
|  |                      |              |              |              |  | São Caetano      | 3      | 1      | 4      |        |
|  | Esporte São Bernardo | 2            | 0            | 2            |  |                  |        |        |        |        |
|  | São Caetano          | 2            | 1            | 3            |  |                  |        |        |        |        |